# 埃蒂尔克赖
埃蒂尔克赖（法語：Éturqueraye，法語發音：[etyʁkəʁɛ]）是法国厄尔省的一个市镇，属于贝尔奈区。

## 地理
埃蒂尔克赖（49°22'13"N, 0°41'39"E）面积6.72 平方千米，位于法国诺曼底大区厄尔省，该省份为法国北部内陆省份，北起滨海塞纳省，西接奧恩省和卡爾瓦多斯省，南至厄尔-卢瓦省，东临瓦兹省、瓦兹河谷省和伊夫林省。
与埃蒂尔克赖接壤的市镇（或旧市镇、城区）包括：布雷斯托、埃特雷维尔、拉艾欧布雷、鲁日蒙捷、鲁托。

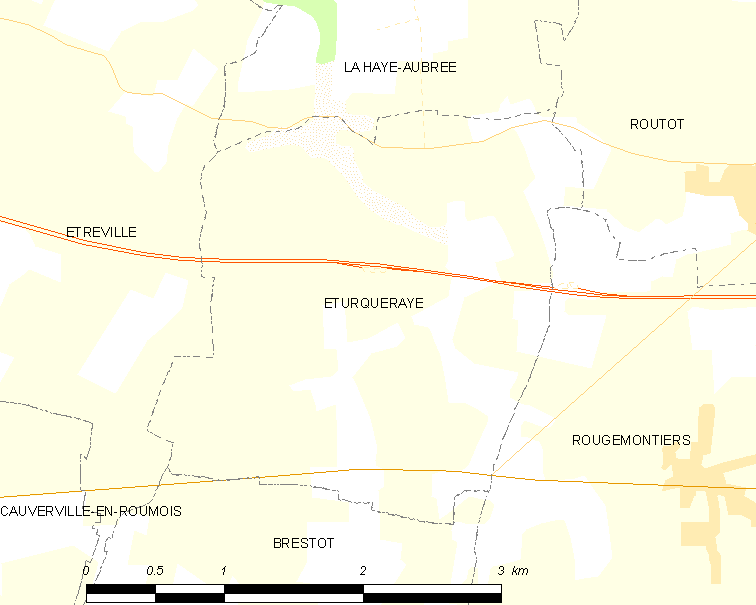
埃蒂尔克赖的OSM定位图

埃蒂尔克赖的时区为UTC+01:00、UTC+02:00（夏令时）。

## 行政
埃蒂尔克赖的邮政编码为27350，INSEE市镇编码为27228。

## 政治
埃蒂尔克赖所属的省级选区为阿沙尔堡县。

## 人口

1962-2008年间埃蒂尔克赖人口变化图示

埃蒂尔克赖于2022年1月1日时的人口数量为303人。